# Itinéraire complémentaire 7 (Portugal)
L'IC7 est une voie rapide sans profil autoroutier en projet qui reliera l' IC 6  à proximité de Folhadosa (à l'est de Oliveira do Hospital) à l' à proximité de Fornos de Algodres, en passant par Seia et Gouveia. Sa longueur sera de 40 km.

## État des tronçons
| Tronçon                                               | État (2011)                                                                                     | km |
| ----------------------------------------------------- | ----------------------------------------------------------------------------------------------- | -- |
| Oliveira do Hospital ( IC 6 ) - Fornos de Algodres () | Adjudication du projet repoussée pour cause de crise économique (Concession : Serra da Estrela) | 40 |

## Capacité
| Section                                                           | Capacité | Longueur |
| ----------------------------------------------------------------- | -------- | -------- |
| Oliveira do Hospital ( IC 6 ) - Fornos de Algodres () (En projet) |          | 40 km    |

## Itinéraire
| Sorties     | Villes                                           |
| ----------- | ------------------------------------------------ |
| (En projet) | Oliveira do Hospital - Coimbra IC 6 Covilhã IC 6 |
| (En projet) | Torrozelo                                        |
| (En projet) | Seia-Sud                                         |
| (En projet) | Seia-Nord Nelas - Viseu IC 37                    |
| (En projet) | Lapa de Torais                                   |
| (En projet) | Pinhanços                                        |
| (En projet) | Gouveia                                          |
| (En projet) | Arcozelo                                         |
| (En projet) | Vila Cortês da Serra                             |
| (En projet) | Vila Franca da Serra                             |
| (En projet) | Fornos de Algodres Viseu Guarda                  |